# اندیس ورگچی
ورگچی یک اندیس غیرفلزی است که در حوالی شهر دال پری استان ایلام قرار دارد و مادهٔ معدنی موجود در آن، نمک است.سنگ میزبان این اندیس مارن،گچ ورس است و دیرینگی آن به دوران میوسن می‌رسد. 